# Houston (Minnesota)
Houston város az USA Minnesota államában, Houston megyében. Lakosainak száma 997 fő (2020. április 1.).

## Népesség
A település népességének változása:

| 2010 | 979 |
| 2020 | 997 |